# Ascós

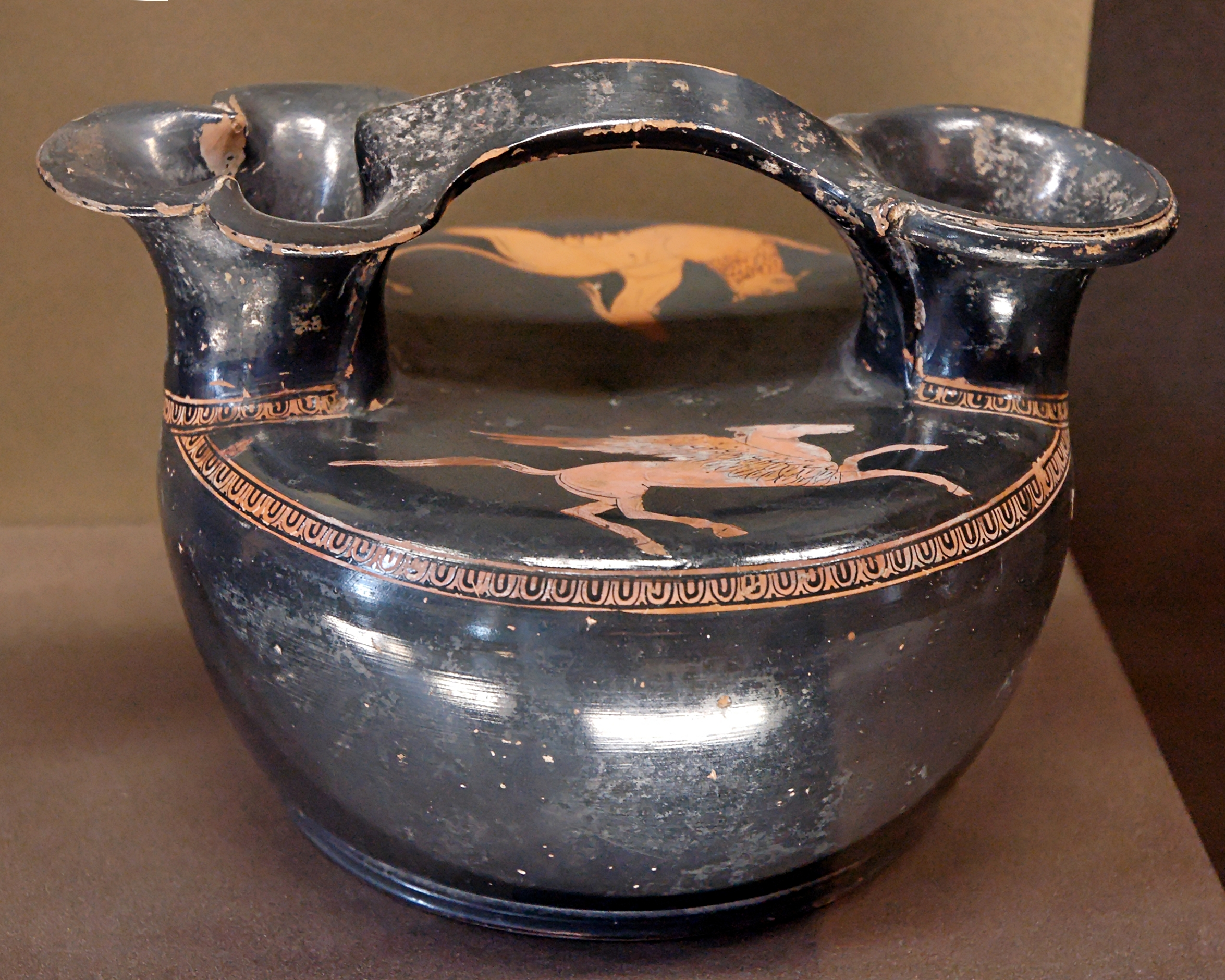
Ascós àtic de figures roges, datat del 420-410 ae, amb decoració de Pegàs i una quimera. Museu del Louvre, París

Ascós o askós (del grec antic ἀσκός, 'bota, contenidor de vi fet de pell'; plural askoi) és un atuell de ceràmica de l'antiga Grècia utilitzat per servir petites quantitats de líquid, com per exemple oli. Presenta una original forma plana, un broc en un dels dos costats i una gran nansa. En general, es decoraven com els pitxers i s'utilitzaven per emmagatzemar oli i omplir les llànties, lluernes o un altre tipus de llums.
Homer diu que eren contenidors fets de pell de cabra destinats a transportar vi.